# 6882 Sormano
6882 Sormano è un asteroide della fascia principale. Scoperto nel 1995, presenta un'orbita caratterizzata da un semiasse maggiore pari a 2,5519726 au e da un'eccentricità di 0,0988710, inclinata di 14,39043° rispetto all'eclittica.
Dal 3 maggio al 1º giugno 1996, quando 6914 Becquerel ricevette la denominazione ufficiale, è stato l'asteroide denominato con il più alto numero ordinale. Prima della sua denominazione, il primato era di 6826 Lavoisier.
L'asteroide è dedicato all'omonima località italiana.